# Wishful Thinking (film)
Pour les articles homonymes, voir Wishful Thinking.
Pour plus de détails, voir Fiche technique et Distribution.
Wishful Thinking est un film romantique américain produit par Adam Park, sorti en 1997, mettant en vedette Jennifer Beals, Drew Barrymore, Jon Stewart et James LeGros.

## Synopsis
La vétérinaire Elizabeth remet en question la relation après que son petit ami projectionniste Max a refusé le mariage. La belle collègue de Max Lena, qui est amoureuse de lui, profite de ses ennuis amoureux et veut l'avoir pour elle, jouant sur sa peur qu'Elizabeth ait une liaison avec son ami Jack. Déprimée par la jalousie croissante de Max, Elizabeth envisage de rompre avec lui après avoir rencontré Henry.

## Fiche technique
- Titre : Wishful Thinking
- Réalisation : Adam Park
- Musique : Paul Rabjohns
- Genre : Romance
- Pays d'origine :  États-Unis
- Durée : 91 minutes
- Date de sortie : 9 juillet 1997

## Distribution
- Jennifer Beals : Elisabeth
- James LeGros : Max
- Drew Barrymore : Lena
- Eric Thal : Jack
- Jon Stewart : Henry